# NGC 5391
NGC 5391 este o galaxie situată în constelația Câinii de Vânătoare. A fost descoperită în  de către Lewis A. Swift.